# Wanna One
Wanna One (hangul: 워너원) var ett sydkoreanskt pojkband bildat av CJ E&M genom andra säsongen av tävlingsprogrammet Produce 101. Gruppen bestod av elva medlemmar: Kang Daniel, Park Ji-hoon, Lee Dae-hwi, Kim Jae-hwan, Ong Seong-wu, Park Woo-jin, Lai Kuan-lin, Yoon Ji-sung, Hwang Min-hyun, Bae Jin-young och Ha Sung-woon.
Gruppen var aktiv under ett och ett halvt år, från augusti 2017 till januari 2019, varefter gruppens kontrakt löpte ut. Under denna tid gav Wanna One ut fyra EP-album (varav ett en nyutgåva) och ett studioalbum, som samtliga toppade den sydkoreanska musiklistan Gaon.

## Historia

### 2017: Bildande och debut medTo Be OneochNothing Without You
Andra säsongen av tävlingsprogrammet Produce 101 sändes på Mnet från 7 april till 16 juni 2017. Tittarna röstade fram elva vinnare som blev medlemmarna i Wanna One. Kang Daniel var den som fick flest röster och vann därmed den mest framträdande positionen som gruppens center. Två av vinnarna var redan kända från andra pojkband: Hwang Min-hyun från NU'EST och Ha Sung-woon från Hotshot. Gruppen gavs ett kontrakt med YMC Entertainment. Kontraktet var giltigt till slutet av 2018, vilket betydde att Wanna One, förutsatt att kontraktet inte förnyades, var ett tidsbegränsat projekt med en aktivitetsperiod på ett och ett halvt år.
Wanna Ones debutalbum, EP:n 1×1=1 (To Be One), släpptes 7 augusti 2017. Samma dag höll gruppen sitt officiella debutframträdande i Gocheok Sky Dome i Seoul. Albumet toppade den sydkoreanska musiklistan Gaon och nådde tredje plats på amerikanska Billboards World Albums-lista. Albumets huvudsingel var danspoplåten "Energetic", som gav gruppen totalt femton segrar i sex olika sydkoreanska musikprogram, och utnämndes till årets bästa k-poplåt av Billboard. En nyutgåva av albumet utkom 13 november. Nyutgåvan hade titeln 1-1=0 (Nothing Without You), och hade EDM-popballaden "Beautiful" som  huvudsingel. Nyutgåvan toppade även den Gaons albumlista och placerade sig tolfte på Billboard World Albums. Albumet och nyutgåvan sålde sammanlagt i över en miljon exemplar, vilket gjorde Wanna One till den första k-popgruppen som sålt över en miljon exemplar av sitt debutalbum.
Wanna One tog hem en så kallad storslam genom att vinna utmärkelsen årets nykomling på de fem stora sydkoreanska musikgalorna: Melon Music Awards, Mnet Asian Music Awards, Golden Disc Awards, Gaon Chart Music Awards och Seoul Music Awards. Billboard utsåg Wanna One till årets bästa k-popnykomling 2017.

### 2018:I Promise You,UndividedochPower of Destiny
Wanna Ones singel "I Promise You (I.P.U)" utkom 5 mars. Gruppens andra EP, 0+1=1 (I Promise You), utkom senare samma månad, 19 mars 2019. EP:n toppade Gaons albumlista och sålde trippel platina (över 750 000 exemplar) i Sydkorea. Albumets huvudsingel var EDM-traplåten "Boomerang", som gav gruppen sammanlagt tio segrar i sydkoreanska musikprogram.
Turnén One: The World inleddes i Seoul 1 juni 2018 och omfattade 14 städer i Asien, Nordamerika och Australien. Med början från 1 juni övergick gruppens kontrakt med YMC Entertainment till Swing Entertainment, en agentur som bildats uttryckligen för Wanna One. EP:n 1÷x=1 (Undivided) släpptes 4 juni. Albumet nådde första plats på Gaons albumlista och sålde dubbel platina (över 500 000 exemplar). Utöver huvudsingeln "Light" innehöll albumet fyra andra låtar där medlemmarna delats upp i mindre grupper för samarbeten med utomstående producenter: Kim Jong-wan från Nell, Gaeko och Choiza från Dynamic Duo, Heize, samt Zico från Block B.
Gruppens första och enda studioalbum, 1¹¹=1 (Power of Destiny), med huvudsingeln "Spring Breeze", utkom 19 november 2018. Albumet toppade Gaons albumlista och sålde dubbel platina.

### 2019: Avsked
Gruppens kontrakt med Swing Entertainment upphörde 31 december 2018. Genom en överenskommelse med medlemmarnas respektive agenturer kunde gruppen delta i musikgalorna kring årsskiftet och in i januari 2019. Gruppen höll en serie avskedskonserter med titeln Therefore under fyra dagar 24–27 januari 2019. Konserterna hölls i Gocheok Sky Dome i Seoul, det vill säga samma ställe de hållit sin debut.

## Medlemmar
| Artistnamn   | Artistnamn | Födelsenamn   | Födelsenamn | Födelsedatum      |
| Romanisering | Hangul     | Romanisering  | Hangul      | Födelsedatum      |
| ------------ | ---------- | ------------- | ----------- | ----------------- |
| Jisung       | 지성       | Yoon Jisung   | 윤지성      | 8 mars 1991       |
| Sungwoon     | 성운       | Ha Sungwoon   | 하성운      | 22 mars 1994      |
| Minhyun      | 민현       | Hwang Minhyun | 황민현      | 9 augusti 1995    |
| Seongwoo     | 성우       | Ong Seongwoo  | 옹성우      | 25 augusti 1995   |
| Jaehwan      | 재환       | Kim Jaehwan   | 김재환      | 27 maj 1996       |
| Daniel       | 다니엘     | Kang Daniel   | 강의건      | 10 december 1996  |
| Jihoon       | 지훈       | Park Jihoon   | 박지훈      | 29 maj 1999       |
| Woojin       | 우진       | Park Woojin   | 박우진      | 2 november 1999   |
| Jinyoung     | 진영       | Bae Jinyoung  | 배진영      | 10 maj 2000       |
| Daehwi       | 대휘       | Lee Daehwi    | 이대휘      | 29 januari 2001   |
| Guanlin      | 관린       | Lai Guanlin   | 라이관린    | 23 september 2001 |

## Diskografi

### Album
| Albuminformation | Topplacering          | Topplacering   | Topplacering          |
| Albuminformation | Sydkorea (Gaon Chart) | Japan (Oricon) | USA (Billboard World) |
| --- | --------------------- | -------------- | --------------------- |
| 1x1=1 (To Be One) (EP-skiva) - Släppt: 7 augusti 2017 - Nyutgåva: 1-1=0 (Nothing Without You) - Släppt: 13 november 2017 | 1                     | 4              | 3                     |
| 1x1=1 (To Be One) (EP-skiva) - Släppt: 7 augusti 2017 - Nyutgåva: 1-1=0 (Nothing Without You) - Släppt: 13 november 2017 | 1                     | 8              | 12                    |
| 0+1=1 (I Promise You) (EP-skiva) - Släppt: 19 mars 2018                                                                  | 1                     | 2              | 10                    |
| 1÷x=1 (Undivided) (EP-skiva) - Släppt: 4 juni 2018                                                                       | 1                     | 2              | 8                     |
| 1¹¹=1 (Power of Destiny) (Studioalbum) - Släppt: 19 november 2018                                                        | 1                     | 3              | 12                    |

### Singlar
| År   | Titel                   | Topplacering          | Topplacering   | Topplacering          |
| År   | Titel                   | Sydkorea (Gaon Chart) | Japan (Oricon) | USA (Billboard World) |
| ---- | ----------------------- | --------------------- | -------------- | --------------------- |
| 2017 | "Energetic"             | 1                     | —              | 6                     |
| 2017 | "Beautiful"             | 1                     | —              | 15                    |
| 2018 | "I Promise You (I.P.U)" | 5                     | —              | —                     |
| 2018 | "Boomerang"             | 3                     | —              | —                     |
| 2018 | "Light"                 | 2                     | —              | —                     |
| 2018 | "Spring Breeze"         | 3                     | —              | —                     |